# 钱塘过江隧道
钱塘过江隧道，又称艮山东路过江隧道，是位于浙江省杭州市钱塘区的一条过江隧道，是钱塘快速路的一部分，下穿钱塘江，全长4616米，于2018年11月2日开工，2021年12月26日全线贯通，2022年7月30日通车。